# Soritoidea
Soritoidea, tradicionalmente denominada Soritacea, es una superfamilia de foraminíferos bentónico del suborden Miliolina y del orden Miliolida. Su rango cronoestratigráfico abarca desde el Djulfiense superior (Pérmico superior) hasta la Actualidad.

## Descripción
Presentan conchas aporcelanadas que toman varias formas durante el crecimiento, con típicamente numerosas cámaras. Algunas especies pueden crecer hasta alcanzar un 1 cm de diámetro, lo que es mucho para un protista. Todos los soritáceos tienen algas endosimbiontes, lo que puede explicar su tamaño. Estas puede ser algas rojas, algas verdes o dinoflagelados. 

## Ecología
Los soritáceos habitan fundamentalmente aguas tropicales oligotróficas.

## Clasificación
Soritoidea incluye a las siguientes familias:
- Familia Milioliporidae
- Familia Siphonoferidae
- Familia Peneroplidae
- Familia Meandropsinidae
- Familia Soritidae
- Familia Keramosphaeridae